# Neosho (Missouri)
Neosho è un comune degli Stati Uniti d'America, situato nello Stato del Missouri, nella contea di Newton, della quale è il capoluogo.